# Dry those fair, those crystal eyes
Dry those fair, those crystal eyes è una poesia di Henry King (1591-1669) Arcivescovo di Chichester, messa in musica dal compositore inglese Edward Elgar nel 1899.
Fu pubblicata nel Souvenir of the Charing Cross Hospital Bazaar e la sua prima esecuzione avvenne alla Royal Albert Hall il 21 giugno 1899.

## Versi
Dry those fair, those crystal eyes,
Which, like growing fountains, rise,
To drown their banks: grief’s sullen brooks
Would better flow in furrow’d looks ;
Thy lovely face was never meant
To be the shore of discontent.
Then clear those waterish stars again,
Which else portend a lasting rain ;
Lest the clouds which settle there,
Prolong my winter all the year,
And thy example others make
In love with sorrow for thy sake.»
Asciuga quei begli occhi, quegli occhi di cristallo
Che, come fontane sorgenti che si alzano,
Annegano le loro ciglia: ruscelli imbronciati dal dolore
Scorrerebbe meglio aggrottando le sopracciglia;
Il tuo bel viso non è mai stato pensato
Per essere la riva della scontentezza.
Quindi libera di nuovo quelle stelle umide,
Che altrimenti si presagisce una pioggia persistente;
Perché le nuvole che si insediano lì,
Prolungano il mio inverno tutto l'anno,
E il tuo esempio altri fanno
Innamorare del dolore per amor tuo.»

## Incisioni
- "The Unknown Elgar" comprende "Dry those fair, those crystal eyes" eseguita da Teresa Cahill (soprano), con Barry Collett (piano).
- Songs and Piano Music by Edward Elgar comprende "Dry those fair, those crystal eyes" eseguita da Peter Savidge (baritono), con David Owen Norris (piano).
- Elgar: Complete Songs for Voice & Piano Amanda Roocroft (soprano), Reinild Mees (piano)